# Mappe sarde
 (mai 2018).
Si vous disposez d'ouvrages ou d'articles de référence ou si vous connaissez des sites web de qualité traitant du thème abordé ici, merci de compléter l'article en donnant les références utiles à sa vérifiabilité et en les liant à la section « Notes et références ».
Le cadastre sarde dit mappe sarde est une collection de documents cadastraux cartographiques réalisés au début du XVIIIe siècle sur l'étendue du duché de Savoie, hormis le Val d'Aoste, qui disposait à l'époque de lettres de franchises l'exonérant du paiement de la taille. Ils constituent le premier cadastre graphique européen.

## Origines et histoire des mappes sardes
Dans les États de la maison de Savoie, la collecte de l'impôt foncier, la taille, ne relevait d'abord que d'une mesure exceptionnelle. Il faut attendre 1559 pour que les besoins financiers croissants du pouvoir ducal justifient l'annualisation de cet impôt. Celui-ci est dû par la commune ou la paroisse de manière globale, charge à elle d'établir une péréquation fiscale entre ses administrés. Naturellement, le clergé et la noblesse réussissent à se faire exempter du paiement de l'impôt, qui est donc entièrement supporté par le « tiers-état » ; cet état de fait donne lieu à moult protestations, inutiles et vaines.
Malgré tout, les considérations d'équité élémentaire, doublées du désir d'augmenter l'assiette de cet impôt, conduisent le duc Charles-Emmanuel Ier — profitant d'un renforcement de son pouvoir sur ses vassaux — à promulguer, le 27 mars 1584, un édit visant à indexer le montant de la taille sur la propriété agricole, édit confirmé par un second acte daté du 1er mai 1600.
L'application de ces mesures entraîne la première tentative de cadastration ; bien vite abandonnée pour deux raisons principales : le manque évident de bonne volonté des nobles et du clergé, farouchement hostiles à une telle mesure, et l'état embryonnaire de l'information géographique de l'époque, les communes ne connaissant pas, pour la plupart, les limites exactes de leur juridiction.

### Dix ans de labeur (1728-1738)
La campagne de relevé et de bornage durera dix ans, un temps record pour l'époque, la surface cadastrée couvrant la Savoie — correspondant aux deux départements actuels de la Savoie et de la Haute-Savoie plus des communes actuellement rattachées au canton de Genève —. Le Piémont avait fait l'objet d'une opération similaire quelques années avant, quant au Val d'Aoste, son Conseil des commis s'opposa à l'établissement d'un cadastre, excipant de privilèges du XIIe siècle dispensant l'intégralité du territoire du paiement de la taille ; il eut finalement gain de cause. L'unité de mesure en usage dans le Piémont à l'époque était le trabuc (le mètre n'ayant pas encore été défini) équivalant à 3,082 596 mètres.
Les géomètres choisis pour les relevés sont aidés par deux commis : les indicateurs et les estimateurs. Les premiers ont comme rôle d'indiquer les limites et les propriétaires de chaque parcelle, alors que les seconds en estiment le rendement ; pour éviter les cas manifestes de mauvaise foi, un expert officiel est chargé de confirmer les estimations. La mesure des parcelles s'accomplit sous le contrôle du propriétaire — à peine pour celui-ci de perdre le droit à contester l'opération ; une mesure unique, puisque, en France du moins, le cadastre, instrument fiscal, n'a jamais été établi au cours d'une procédure contradictoire. Ce mode opératoire spécial conférera une validité juridique aux mappes, en tant que documents établissant une présomption de propriété.
Finalement, les fonctionnaires produisent trois documents par commune : une carte, la mappe, établie au 1:2400 dessinée à la planchette ; un livre de géométrie, sorte de registre de consigne répertoriant, pour chaque parcelle, le nom du propriétaire et l'étendue du fonds ; un livre d'estime ajoutant à ces informations le degré de bonté (productivité) ainsi que la production annuelle de chaque terrain. Ces deux documents, envoyés à des « calculateurs » permettent de fixer, pour chaque parcelle, la valeur foncière et le montant de l'imposition.
Le tout sert à rédiger un document provisoire, la tabelle préparatoire ou cadastre minute dont un exemplaire, joint à la mappe, est mis en consultation dans chaque commune. Tous les propriétaires, dans un délai de quinze jours à peine de forclusion, doivent vérifier le document et donner leur accord — ou protester. Une fois tranchés les litiges, le document final ou cadastre mis au net est versé à l'administration, qui en réalise des ampliations destinées aux communes dès 1732 au début du règne de Charles-Emmanuel III (rares sont celles qui ont survécu).

### Une initiative sans suite
En parallèle, les livres de transport et le journalier permettent à un tabellion communal d'enregistrer les mutations effectués postérieurement à l'établissement de la mappe. Ces registres sont bien tenus jusqu'à la Révolution, mais la première annexion à la France engendre un total abandon des enregistrements ; la période du Ier Empire ne permet pas de reconstituer les données manquantes malgré les efforts consentis par les fonctionnaires impériaux. La Savoie, de retour en 1815 au royaume de Sardaigne, fait alors l'objet d'un projet de nouveau cadastre en 1855, mais l'annexion définitive à la France, en 1860, sonne le glas de cette initiative. Les fonds cartographiques existants sont alors versés aux archives de chaque département.

## Conservation
Les mappes sont physiquement constituées de feuilles de papier épais collées sur un support en lin. Le dessin a été effectué à la plume, le coloriage à l'aquarelle, parfois avec un souci du détail extraordinaire. Les couleurs utilisées codent l'usage du sol : bâti, champs, jardins, rocaille…
Leur état de conservation varie considérablement suivant les communes : certaines sont très bien conservées, d'autres sont partiellement effacées, parfois brûlées. Heureusement, les ampliations communales ont parfois permis de reconstituer les originaux manquants. L'état général reflète fidèlement l'usage intensif que les communes ont fait des documents jusque naguère, le cadastre français ayant mis parfois quelques décennies avant d'arriver dans les municipalités les plus isolées.
Les archives départementales de Savoie et de Haute-Savoie ont récemment ouvert un service de consultation Internet des mappes, les documents ayant été numérisés pour en autoriser la consultation publique non destructive. Les registres ont été également numérisés et archivés. Un SIG permet désormais d'associer parcelle graphique avec les informations écrites (propriétaire, bonté, superficie…)